# Michael Mensah
Michael Mensah (sinh ngày 5 tháng 7 năm 1981) là một tiền đạo bóng đá người Ghana.

## Sự nghiệp
Sau khi thi đấu cho Rakuunat ở Phần Lan, Mensah gia nhập đội bóng Thụy Điển Trelleborgs FF năm 2006. Vào tháng 1 năm 2009, sau 3 năm tại Trelleborgs FF, anh chuyển đến Syrianska FC.
Từ tháng 12 năm 2011, anh gia nhập FLC Thanh Hóa ở V.League với tên gọi Andrew.